# Drepatelodes quadrilineata
Drepatelodes quadrilineata är en fjärilsart som beskrevs av William Schaus 1920. Drepatelodes quadrilineata ingår i släktet Drepatelodes och familjen silkesspinnare. Inga underarter finns listade i Catalogue of Life.